# Brug van Hermalle
De Brug van Hermalle is een boogbrug bij Hermalle-sous-Argenteau in de Belgische gemeente Oupeye.
De brug werd gebouwd in de periode van 1981 tot 1985 en heeft een spanwijdte van 138 meter en een totale lengte van 183 meter. De stalen bogen hebben een hoogte van 24 meter. In 1987 ontving het ingenieursbureau Greisch de Europese prijs voor de staalconstructie voor het ontwerp van de brug.
Een halve kilometer oostelijker ligt de Maasbrug over de rivier de Maas.